# Mercedes-Benz O402
Mercedes-Benz O402 – autobus miejski, produkowany przez niemiecką firmę Mercedes-Benz.
Jest najkrótszą odmianą modelu O405, następcą jest model O520. Powstało jedynie 60 egzemplarzy tego modelu, niektóre z automatyczną skrzynią biegów.

## Dane techniczne
Typ nadwozia: MIDI
Układ drzwi: 1-2-0
Liczba drzwi: 2